# Mittelstand
Il termine Mittelstand si riferisce alle piccole e medie imprese nei paesi di lingua tedesca come la Germania, l'Austria e la Svizzera tedesca. Gli storici dell'economia attribuiscono a questo tipo d'imprese un ruolo notevole nella crescita economica tedesca all'inizio del XX secolo.

## Definizione
La parola tedesca Stand si riferisce al modello di società medioevale in cui la posizione di un individuo era definita dalla nascita e dalla professione svolta. Grosso modo esistevano tre livelli, il più elevato dei quali era occupato dall'aristocrazia e dall'alto clero, che basavano la loro ricchezza sui possedimenti terrieri e il più basso dai contadini, dai servitori e dai lavoratori manuali in genere. In mezzo si ponevano i liberi borghesi delle città, che svolgevano attività imprenditoriali o esercitavano le libere professioni.
Oggi, il termine ha due significati. Il primo si riferisce alle piccole e medie imprese (kleine und mittlere Unternehmen, KMU), definite come tali in base al volume d'affari e numero dei dipendenti, il secondo si collega alle imprese controllate e gestite da una famiglia, a prescindere dalla dimensione.

## Il modello di business
Molte aziende del Mittelstand sono fortemente orientate all'esportazione. Spesso sono focalizzate su prodotti manifatturieri innovativi e ad elevato valore aggiunto, oltre ad occupare la leadership in molti segmenti di mercato.
In genere sono caratterizzate da una ristretta base sociale ed hanno sede in piccole città o aree rurali. La tipica azienda di successo del Mittelstand combina un approccio agli affari cauto ed orientato al lungo termine con l'adozione di moderne pratiche manageriali, come assumere dirigenti professionali dall'esterno piuttosto che affidare la gestione ai soci.
Spesso queste aziende lavorano a stretto contatto con le Università ed altri istituti di ricerca, e si raggruppano intorno a grosse aziende.